# Día de la Raza
Día de la Raza es una de las denominaciones que se le da al 12 de octubre, día en que se conmemora la llegada a América del navegante Cristóbal Colón en 1492. Este día se celebra en la mayoría de los países hispanoamericanos y en los Estados Unidos, entre otros países. Fue creado a inicios del siglo XX, por iniciativa del exministro español Faustino Rodríguez-San Pedro. Sin embargo, desde fines del siglo XX han surgido movimientos que critican esta festividad por considerar que conmemora el sometimiento y eliminación de los pueblos indígenas y sus culturas.
Esta fecha actualmente tiene diferentes denominaciones, según el país: 
- Día del Respeto a la Diversidad Cultural en Argentina.
- Día de la Descolonización en Bolivia.[1]
- Día del Encuentro de Dos Mundos en Chile.[2][3]
- Día de la Interculturalidad y la Plurinacionalidad en Ecuador.[1]
- Día de Colón en Estados Unidos.
- Fiesta Nacional de España en España.
- Día de la Nación Pluricultural en México.[4][5]
- Día de los Pueblos Originarios y del Diálogo Intercultural en Perú[6]
- Día de la Resistencia Indígena, Negra y Popular en Nicaragua.
- Día de la Resistencia Indígena en Venezuela.

## Historia

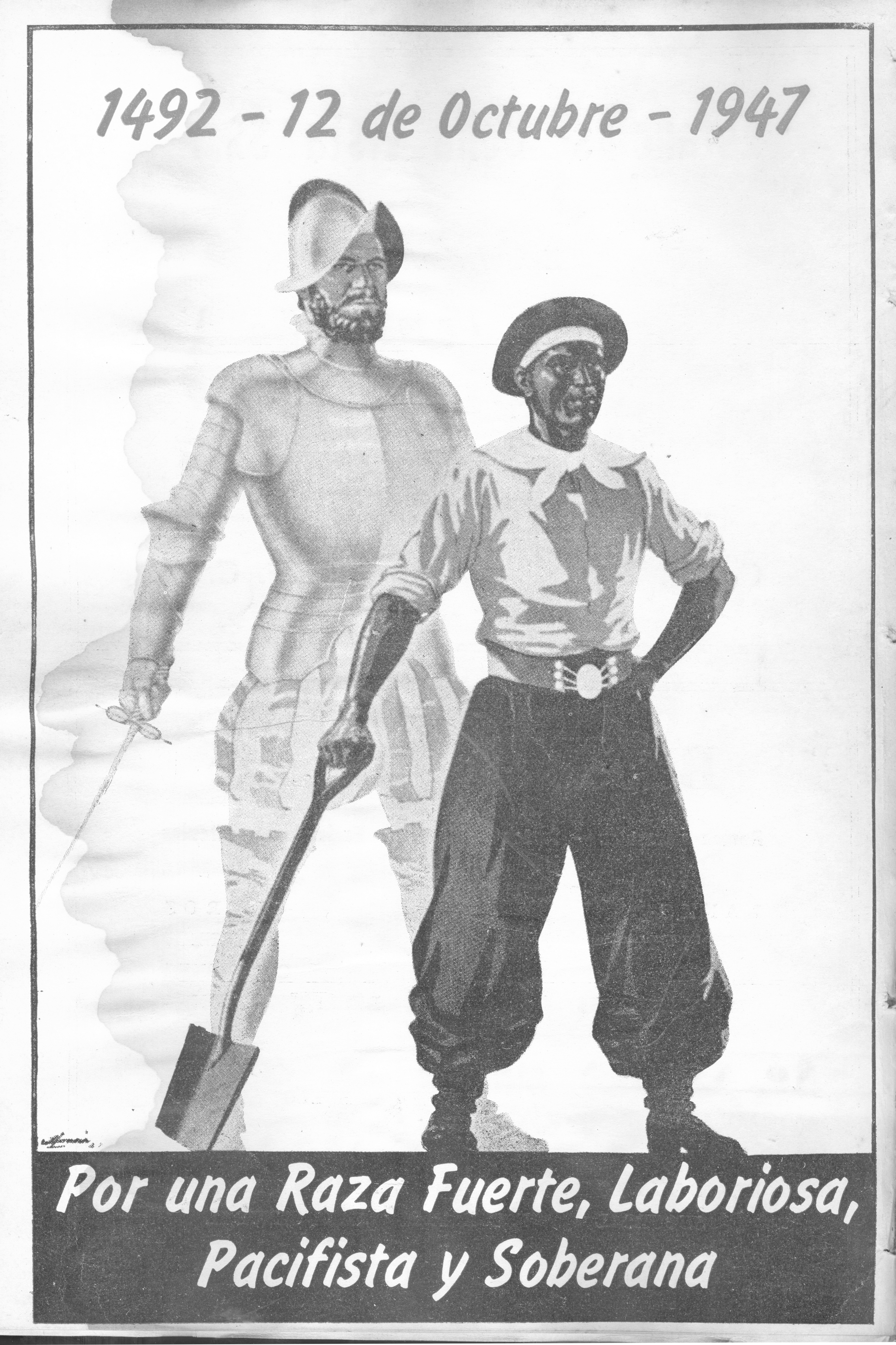
Afiche argentino de 1947 por el Día de la Raza actualmente conocido como «Día de la Diversidad Cultural», correspondiente al primer gobierno de Juan Domingo Perón.

La denominación fue creada por el exministro español Faustino Rodríguez-San Pedro, como presidente de la Unión Ibero-Americana, que en 1913 pensó en una celebración que uniese a España e Iberoamérica, eligiendo para ello el día 12 de octubre. En 1914 se celebra el 12 de octubre por primera vez como fiesta de la Raza. En 1915 pasa a llamarse Día de la Raza:

Es por eso que fue fomentada por la Unión Ibero-Americana, y para cuya realización se propone efectuar activa propaganda en 1913, la de que se conmemore la fecha del descubrimiento de América, en forma que a la vez de homenaje a la memoria del inmortal Cristóbal Colón, sirva para exteriorizar la intimidad espiritual existente entre la Nación descubridora y civilizadora y las formadas en el suelo americano, hoy prósperos Estados.

La Unión celebró por primera vez la «Fiesta de la Raza Española» en 1914 y en 1915 se celebró como «Día de la Raza» en la Casa Argentina de Málaga, y de la «Fiesta de la Raza» en la capital de España. Se transforma en fiesta nacional por ley de Alfonso XIII del 15 de junio de 1918.
En 1917, Hipólito Yrigoyen, presidente de la República Argentina, declaró ese día fiesta nacional. Aunque el decreto no le da un nombre específico, la prensa y la costumbre impusieron el de Día de la Raza, «aunque no todos los que allí aplaudíamos la sustancia de la fiesta estábamos de acuerdo con el nombre con que se la designaba», en palabras del periodista argentino Ernesto Mario Barreda.
El nombre Día de la Hispanidad y el propio vocablo hispanidad fue propuesto a fines de los años 20 por Mons. Zacarías de Vizcarra (sacerdote español, residente en Buenos Aires) al periodista Ramiro de Maeztu -por entonces embajador de España en Buenos Aires-, ya que consideraba «poco feliz y algo impropia» la denominación Día de la Raza. El nuevo nombre fue paulatinamente reemplazando al antiguo en España, hasta que el 10 de enero de 1958 es oficializado por decreto de la Presidencia del Gobierno.

## Por los países

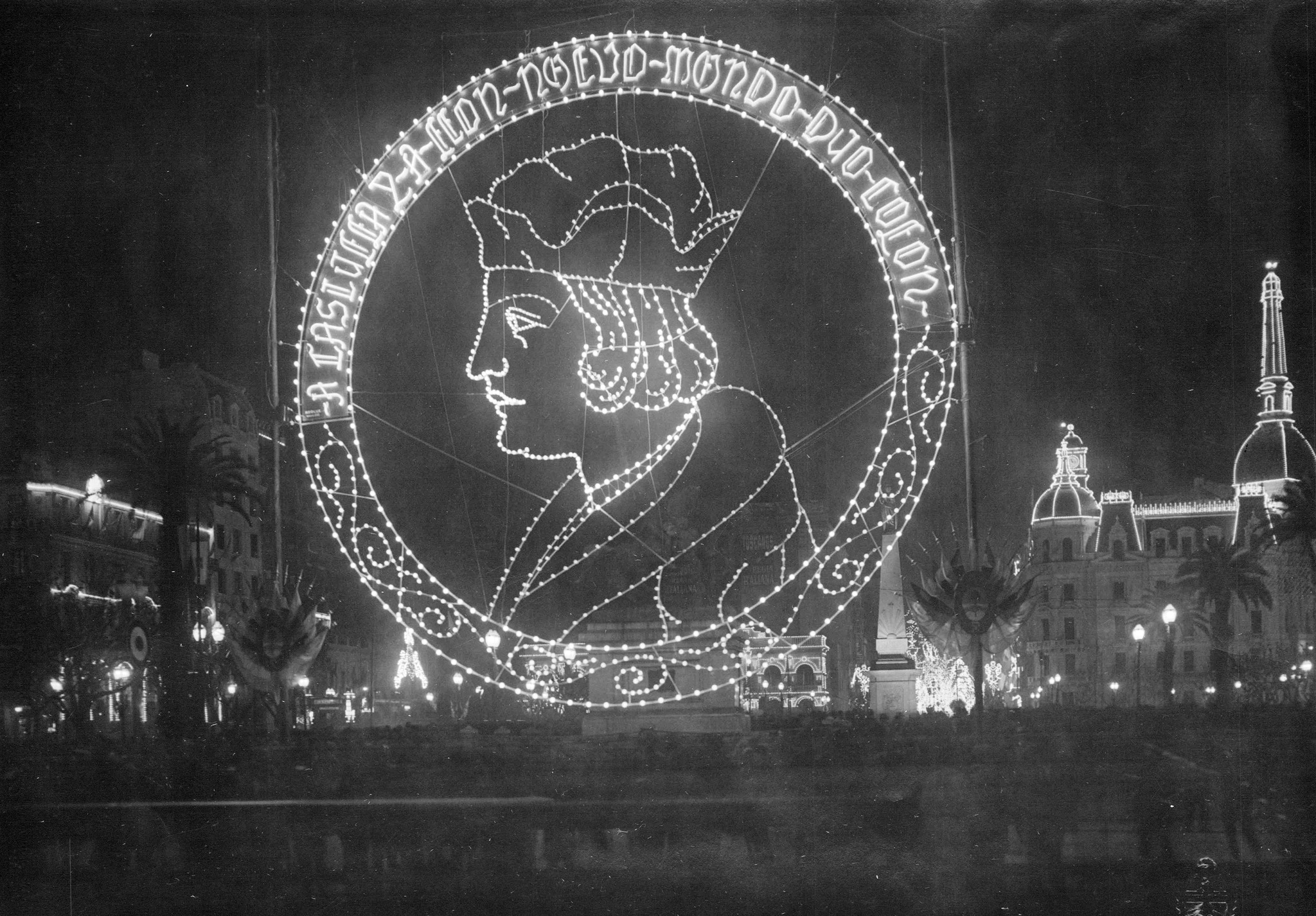
Celebración del Día de la Raza en la plaza de Mayo, 1929.

- Argentina: el Día de la Raza fue establecido en la Argentina en 1916 por decreto del presidente Hipólito Yrigoyen. Existió desde 2007 un proyecto de decreto,[13] presentado por el INADI, de modificar el nombre de Día de la Raza por Día de la Diversidad Cultural Americana. Finalmente fue consagrado como Día del Respeto a la Diversidad Cultural por medio del decreto de necesidad y urgencia 1584/2010 emitido por la presidenta Cristina Fernández.[14] En 2024, durante la presidencia de Javier Milei, la Casa Rosada volvió a referirse al Día de la Raza pese al decretó de 2010.[15]
- Bahamas: día festivo, llamado Discovery Day (Día del Descubrimiento).[16]
- Belice: día festivo, llamado Pan-American Day (Día Panamericano).
- Bolivia: por decreto del 12/10/2011[17] se denomina «Día de la Descolonización», después de haberse llamado «Día de la Liberación, de la Identidad y de la Interculturalidad».
- Chile: fue declarado día festivo mediante la ley 3810[18] de 1922, que lo denominó «Aniversario del Descubrimiento de América», aunque informalmente se conocía como «Día de la Raza», el nombre con que España lo celebraba en esa época (ver más abajo). En el 2000 se publicó la ley 19.668, que traslada a los días lunes los feriados correspondientes al 29 de junio y 12 de octubre,[19] aludiendo a este último como el día del descubrimiento de dos mundos en alusión al lema oficial de las celebraciones del Quinto Centenario del Descubrimiento de América (aunque todavía se usa el nombre informal) y pasó a observarse el lunes más cercano al 12 de octubre si esta fecha cae entre martes y viernes. No obstante, dicha ley no derogó la ley 3810 ni el DL 687 de 1974, por lo que el día del Descubrimiento de América es aún la denominación legal oficial. En los últimos años, representantes de grupos de pueblos originarios efectúan marchas de protesta, que exigen mayor reconocimiento a sus derechos ancestrales.[20][21]
- Colombia: Día de la Diversidad Étnica y Cultural de la Nación Colombiana(Resolución 0138 del 31 de mayo de 2021). Festivo nacional por la ley 35 de 1939[22] y se traslada al lunes siguiente por la ley 51 del 22 de diciembre de 1983.[23]
- Costa Rica: no es día festivo. Oficialmente en 1968 se creó el Día del Descubrimiento y la Raza, pero a partir de 1994 se transformó oficialmente en el Día de Encuentro de las Culturas con el fin de resaltar en forma conjunta tanto los aportes culturales de los europeos, los indígenas, los asiáticos, y los afrodescendientes. En 2019 se eliminó el feriado del 12 de octubre para sustituirlo por el 1 de diciembre: Aniversario de la Abolición del Ejército en Costa Rica.[24]
- Cuba: no se celebra el 12 de octubre. Sí se observa el 10 de octubre, una fecha sin relación: corresponde al día en que comenzó la guerra de independencia contra España, en 1868.
- República Dominicana: llamado Día de la Identidad y Diversidad Cultural y también, Día del Encuentro entre dos Culturas, más que Día de la Raza, ya que este último nombre da a entender que se habla de una sola, la raza hispánica, dejando de lado el indigenismo y la africana, componentes importantes en la conformación de la identidad dominicana.[25][26]
- Ecuador: se celebra el 12 de octubre bajo la denominación del «Día de la Interculturalidad y la Plurinacionalidad», desde 2011.
- España: celebró esta fecha como Fiesta de la Raza entre 1918 (mediante una ley de 15 de junio de 1918,[9] declarada por el gobierno de Antonio Maura durante el reinado de Alfonso XIII) y 1958, año en que mediante un decreto[27] se cambia su denominación oficial por la de Fiesta de la Hispanidad, confirmada en [1981 (en 1940, una orden ministerial[28] había cambiado la denominación a Día de la Raza). En la actualidad es la fiesta nacional española, con la denominación de Fiesta Nacional de España.[29] En la ciudad de Zaragoza, la festividad coincide con la fiesta de en honor a la Virgen del Pilar, patrona de la ciudad y patrona de la Hispanidad.
- Guatemala: Día de la Hispanidad.[30]
- Estados Unidos de América: denominado Día de Colón (en inglés Columbus Day) o Día de la Raza según el estado. El actual revisionismo histórico está haciendo que algunos estados cambien su nombre por el de Día de los Pueblos Indígenas,[31] entre los que se encuentra la ciudad de Los Ángeles con el rechazo frontal de la comunidad italoestadounidense porque se borra una parte de su herencia.[32] En la ciudad de Chicago se realizó en 2020 el cambio de nombre, lo cual soliviantó a su comunidad de 500 000 italoestadounidenses que lo consideraron una afrenta al ver a Colón como un «símbolo de la resistencia de un pueblo que ha ayudado a dar forma al paisaje cultural de esta gran nación».[33] En general, en los estados y ciudades donde se ha hecho el cambio se pide que se mantenga el Día de Colón y que se busque otra fecha para crear un nuevo festivo para el Día de los Pueblos Indígenas para no dilapidar una parte de historia del país y de la procedencia europea de muchos de sus habitantes.[32]
- Honduras: festivo nacional Día de la Raza.

Por mi raza hablará el espíritu: Lema de la UNAM creado por José Vasconcelos, difusor del concepto mestizo y sincrético de raza iberoamericana.

- México: oficialmente desde 1928 por iniciativa de José Vasconcelos, que alude a lo que él llamaba raza iberoamericana,[34] con un significado de mestizaje y sincretismo cultural. El 18 de diciembre de 2020 por decreto del presidente Andrés Manuel López Obrador se cambió la denominación del 12 de octubre como «Día de la Nación Pluricultural».[5] No es un día festivo, por lo que no se considera día de descanso.[35]
- Nicaragua: es considerada una efeméride relevante y ha cambiado su nombre a través del tiempo: primero se llamó «Día de la Raza», luego «Día de la Hispanidad» y hoy en día es reconocido oficialmente por el Ministerio de Educación como el «Día de la Resistencia Indígena, Negra y Popular» conmemorando así la lucha de los pueblos originarios y la rica herencia cultural que legaron a la nacionalidad nicaragüense.
- Panamá: no es día festivo. La celebración es denominada como «Día de la Hispanidad», «Día de la Raza» o «Día del Descubrimiento de América».
- Perú: no es día festivo, pero se celebra como el Día de los Pueblos Originarios y del Diálogo Intercultural establecido por la ley n.º. 29421 del Congreso de la República que promulgó el presidente Alan García el 9 de octubre de 2009.[6]
- El Salvador: En junio de 1915, el Diario Oficial de El Salvador publicó el decreto legislativo que señala que cada 12 de octubre es fiesta nacional «como recuerdo de gratitud y admiración al descubridor del Nuevo Mundo, Cristóbal Colón». El 12 de octubre de 2021, el congreso de El Salvador suprimió la «Fiesta de la Raza», por considerar que lesiona la dignidad de los pueblos originarios.[36]
- Uruguay: el Día de la Diversidad Cultural[37] es un feriado laborable[38] desde 2014. Se celebra desde 1914[39]
- Venezuela: la celebración del Día de la Raza se incorporó mediante la Ley de Fiestas Nacionales de 1921. El presidente Hugo Chávez, por solicitud de las organizaciones indígenas y con el apoyo del entonces ministro de Educación Aristóbulo Istúriz, decreta el «Día de la Resistencia Indígena» el 12 de octubre de 2002. El presidente de la República Bolivariana de Venezuela, Nicolás Maduro Moros, decretó el 12 de octubre como «Día de la Resistencia Indígena y la Descolonización de América» destacó que «el 12 de octubre no es el día del descubrimiento, ni del encuentro, ni de la raza, el 12 de octubre es el día de la conmemoración de la resistencia de los pueblos indígenas».

## Críticas
En algunos lugares han surgido algunas voces críticas sobre la festividad, al afirmar que la conquista de América por parte de las potencias europeas sometió y redujo a los pueblos precolombinos. La oposición más común hoy en día, que denuncia las acciones de Colón y de otros europeos contra las poblaciones indígenas de las Américas, no ganó mucha fuerza hasta la segunda mitad del siglo XX. Esta oposición fue liderada inicialmente por los pueblos originarios y fue ampliada por los partidos políticos de izquierda. Dos encuestas, realizadas en 2013 y 2015 por Rasmussen Reports, revelaron que entre el 26 % y el 38 % de los adultos estadounidenses no están a favor de celebrar esta fecha.
Hay muchas vertientes de crítica relacionadas entre sí. Una de ellas se refiere principalmente al tratamiento de las poblaciones indígenas durante la colonización europea de las Américas, que siguió al descubrimiento de Colón. Algunos grupos, como el estadounidense American Indian Movement, han argumentado que las acciones e injusticias actuales contra los pueblos originarios se enmascaran con los mitos y celebraciones de Colón. El antropólogo Jack Weatherford afirma que en el Día de la Raza, los estadounidenses celebran las mayores sucesiones de genocidio de poblaciones nativas conocidas en la historia.
El periodista y crítico de medios de comunicación Norman Solomon reflexiona en su libro Columbus Day: A Clash of Myth and History, que mucha gente opta por aferrarse a los mitos en lugar de a la realidad de los acontecimientos que rodean a Colón. Discute la idea de que la llegada de los españoles fue beneficiosa para los indios citando la Brevísima relación de la destrucción de las Indias del sacerdote católico Bartolomé de las Casas, que observó la región donde gobernaba Colón. Las Casas escribe que los españoles se dejaron llevar por una «codicia insaciable» mientras mataban y torturaban a las poblaciones nativas con «los más extraños y variados métodos nuevos de crueldad» y se lamenta de que «mis ojos han visto estos actos tan extraños a la naturaleza humana, y ahora tiemblo al escribir».
En el verano de 1990, 350 representantes de grupos indígenas americanos de todo el hemisferio se reunieron en Quito en el primer Encuentro Intercontinental de Pueblos Indígenas de las Américas, para movilizarse en contra de la celebración del 500.º aniversario (quincentenario) del Día de la Raza, prevista para 1992. El verano siguiente, en Davis, California, más de un centenar de nativos americanos se reunieron para dar continuidad a la conferencia de Quito. Declararon el 12 de octubre de 1992 como «Día Internacional de la Solidaridad con los Pueblos Indígenas».